# Histoire philatélique et postale de l'Espagne

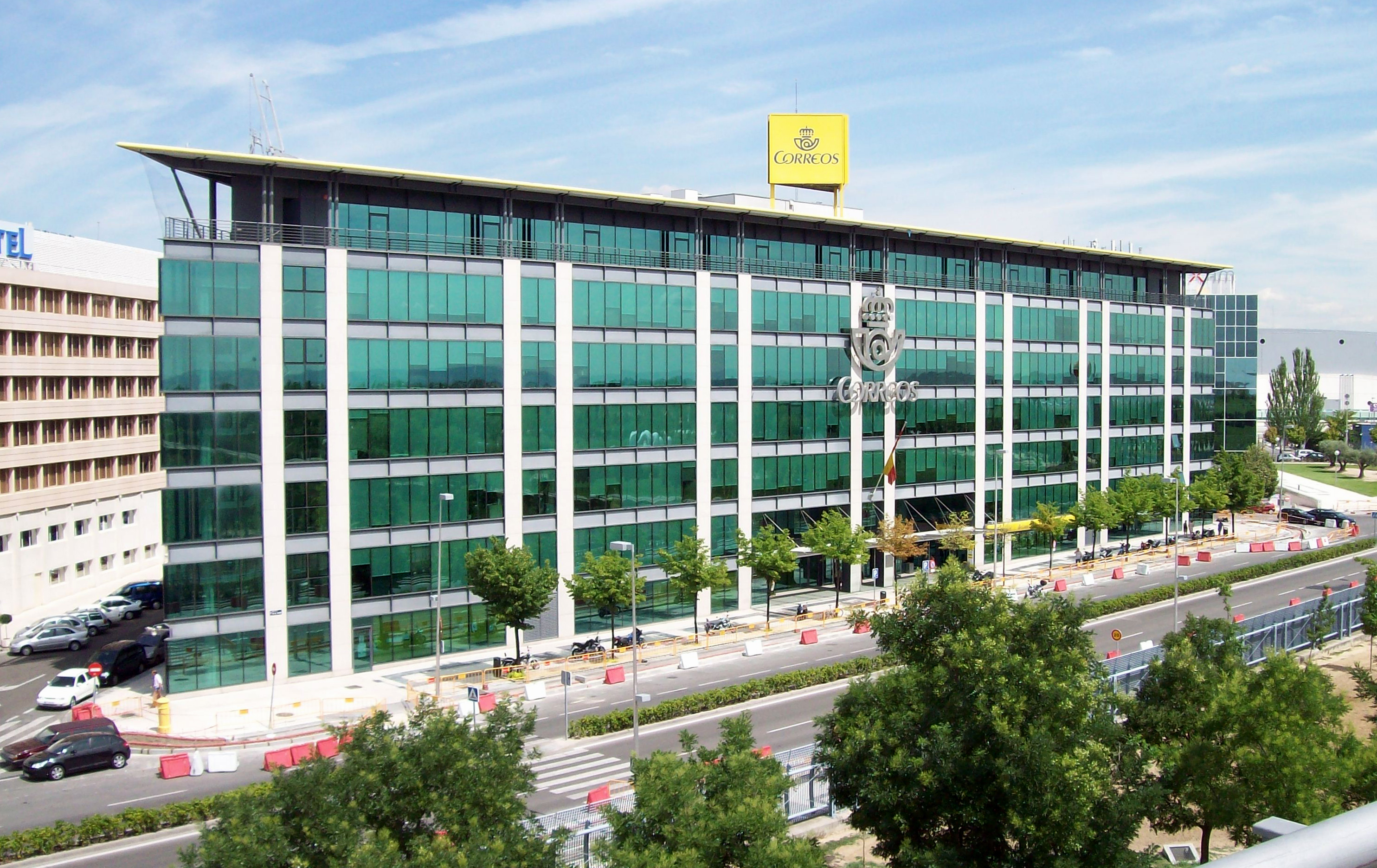
Siège principal de Correos, la poste espagnole, à Madrid.

Ceci est une introduction à l'histoire postale et philatélique de l'Espagne.

## Départements français
Une petite partie de l'Espagne a été occupée par la France sous l'Empire en 1812. Cette région a été découpée en départements (voir Départements français d'Espagne). L'administration postale a donc mis en place des marques postales linéaires sur le même modèle que celui de la France.
Ainsi Gérone était le chef lieu du département du Ter et avait comme numéro de département 132. On trouve donc des lettres avec la marque 132 GIRONE (orthographe catalane). Voici une table (incomplète) des émissions de telles marques.
| Numéro | Département | Chef lieu | Autres villes ayant émis des marques postales |
| ------ | ----------- | --------- | --------------------------------------------- |
| 132    | Ter         | Gironne   | Figueres                                      |

## La réforme postale

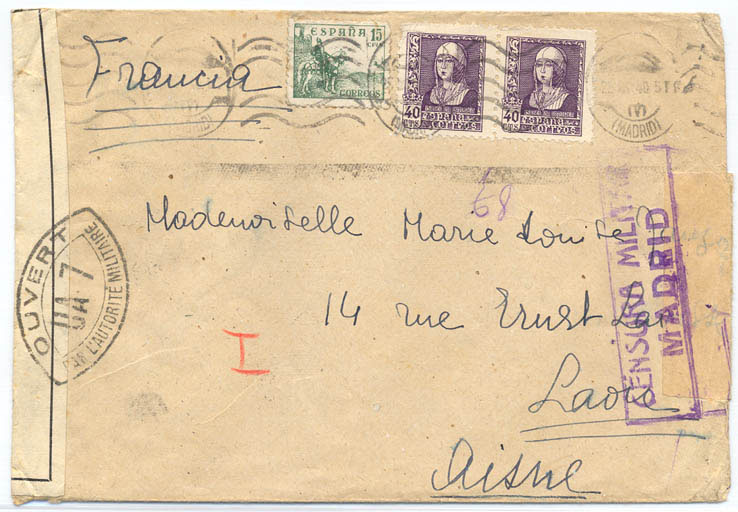
lettre de 1940 avec censures

## Les acteurs
- Domfil éditeur philatélique.